# Elecciones federales de México de 2003 en Baja California
Las elecciones federales en Baja California de 2003 se llevaron a cabo el domingo 6 de julio de 2003 y en ellas fueron renovados los titulares de los siguientes cargos de elección popular del estado mexicano de Baja California:
Diputados Federales de Baja California: 6 Electos por mayoría relativa elegidos en cada uno de los Distritos electorales, mientras otros son elegidos mediante representación proporcional.

## Resultados electorales
11 partidos políticos nacionales tendrán la posibilidad de registrar candidatos, de manera individual, formando coaliciones electorales entre dos o más partidos, o registrando candidaturas comunes, es decir registrar a un mismo candidato aunque cada partido compita de manera independiente.

### Diputados federales
|  | Partido                              | Diputados |
|  | ------------------------------------ | --------- |
|  | Partido Revolucionario Institucional | 0         |
|  | Partido Acción Nacional              | 6         |
|  | Partido de la Revolución Democrática | 0         |
|  | Partido Verde Ecologista de México   | 0         |
|  | Convergencia                         | 0         |
|  | Partido del Trabajo                  | 0         |
|  | Partido de la Sociedad Nacionalista  | 0         |
|  | Partido Alianza Social               | 0         |
|  | México Posible                       | 0         |
|  | Partido Liberal Mexicano             | 0         |
|  | Fuerza Ciudadana                     | 0         |